# Hyperectenus
Hyperectenus is een geslacht van kevers uit de familie van de loopkevers (Carabidae). De wetenschappelijke naam van het geslacht is voor het eerst geldig gepubliceerd in 1935 door Alluaud.

## Soorten
Het geslacht Hyperectenus omvat de volgende soorten:
- Hyperectenus aenigmaticus Alluaud, 1935
- Hyperectenus minor Britton, 1946